# Stordalstjärnen, Dalsland
Stordalstjärnen är en sjö i Bengtsfors kommun i Dalsland och ingår i Göta älvs huvudavrinningsområde.